# Архангельський сільський округ (Денисовський район)
Арха́нгельський сільський округ (каз. Архангельск ауылдық округі, рос. Архангельский сельский округ) — адміністративна одиниця у складі Денисовського району Костанайської області Казахстану. Адміністративний центр — село Жалтирколь.
Населення — 950 осіб (2021; 1218 у 2009, 1396 у 1999, 1541 у 1989).
Станом на 1989 рік існувала Архангельська сільська рада (селища Архангельськ, Жалтирколь, Тітова, Роз'їзд 64).

## Склад
До складу адміністрації входять такі населені пункти:
| Населений пункт     | Старі назви  | Населення, осіб (1989) | Населення, осіб (1999) | Населення, осіб (2009) | Населення, осіб (2021) |
| ------------------- | ------------ | ---------------------- | ---------------------- | ---------------------- | ---------------------- |
| Архангельське, село | Архангельськ | 495                    | 543                    | 446                    | 346                    |
| Жалтирколь, село    | -            | 1003                   | 853                    | 772                    | 604                    |
| Тітова, селище      | -            | 19                     | -                      | -                      | -                      |
| Роз'їзд 64, селище  | -            | 24                     | -                      | -                      | -                      |